# Jan Bamert
Jan Bamert (* 9. März 1998 in Zürich) ist ein Schweizer Fussballspieler.

## Karriere

### Verein
Bamert begann seine Laufbahn beim FC Tuggen, bevor er 2012 in die Jugend des Grasshopper Club Zürich wechselte. Am 3. September 2014 (3. Spieltag) gab er sein Debüt für die zweite Mannschaft in der 1. Liga, der vierthöchsten Schweizer Spielklasse, als er beim 1:1 gegen den FC Dietikon zur zweiten Halbzeit für Yannick Helbling eingewechselt wurde. Bis zum Ende der Spielzeit 2014/15 kam er ein weiteres Mal für die zweite Mannschaft zum Einsatz. In der folgenden Spielzeit 2015/16 absolvierte er acht Partien in der 1. Liga. Zudem debütierte er am 6. Februar 2016 (19. Spieltag) beim 1:1 gegen den BSC Young Boys für die erste Mannschaft in der Super League, der höchsten Schweizer Spielklasse, als er in der Startelf stand. Bamert avancierte prompt zum Stammspieler vom GCZ und verpasste bis Saisonende lediglich zwei Spiele. Die Grasshoppers beendeten die Saison auf dem 4. Rang, der zur Qualifikation zur Europa League berechtigte. Nach Siegen in Hin- und Rückspiel gegen KR Reykjavík aus Island und Apollon Limassol aus Zypern im Juli und August 2016, schied man in der 4. Runde gegen den türkischen Spitzenklub Fenerbahçe Istanbul aus. Bamert kam in fünf der sechs Partien zum Einsatz. In der Ligaspielzeit 2016/17 spielte er 27-mal in der höchsten Schweizer Liga, wobei er ein Tor erzielte. Ausserdem absolvierte er zwei Spiele im Schweizer Cup (ein Tor), in dem man im Achtelfinale gegen den BSC Young Boys verlor.
Zur folgenden Saison 2017/18 schloss er sich dem Ligakonkurrenten FC Sion an. In seiner ersten Spielzeit für die Sittener kam er zu 21 Partien in der Super League, wobei er ein Tor schoss. Zudem absolvierte er jeweils zwei Spiele im Schweizer Cup, in dem Sion in der zweiten Runde am Drittligisten FC Stade Lausanne-Ouchy scheiterte, und für die zweite Mannschaft in der Promotion League. 2018/19 folgten 12 Spiele in der Super League, drei für die zweite Mannschaft in der Promotion League sowie ein Einsatz im Achtelfinale des Schweizer Cup; Sion erreichte das Viertelfinale, wo die Mannschaft gegen den FC Basel ausschied. 2019/20 absolvierte er 20 Partien in der höchsten Schweizer Liga und zwei im Schweizer Cup, wo man diesmal im Halbfinale erneut gegen den Meister BSC Young Boys verlor. 2020/21 kam er zu 26 Einsätzen in der Super League, wobei er zwei Tore erzielte und zu einem Spiel im Schweizer Cup; im Achtelfinale schied Sion gegen den Zweitligisten FC Aarau aus. In der Liga wurde der Verein Neunter und erreichte den Klassenerhalt über die Barrage, in der man nach Hin- und Rückspiel mit insgesamt 6:4 Toren gegen den FC Thun gewann.
2022 ging er zum FC Thun.

### Nationalmannschaft
Bamert durchlief ab der U-15 sämtliche Schweizer Jugendnationalteams und spielte bislang insgesamt 58-mal im Trikot seines Heimatlands (zwei Tore). Seit 2017 fungiert er als Stammspieler der U-21-Nationalmannschaft.